# Cleveland (Texas)
Cleveland è un centro abitato degli Stati Uniti d'America situato nella contea di Liberty dello Stato del Texas.
La popolazione era di 7.675 persone al censimento del 2010.

## Geografia fisica
Cleveland è situata a 30°20′42″N 95°05′01″W (30.344920, -95.083503).
Secondo lo United States Census Bureau, ha un'area totale di 4,8 miglia quadrate (12 km²).

## Società

### Evoluzione demografica
Secondo il censimento del 2010 Cleveland aveva una popolazione di 7.675 persone. C'erano il 45,7% di bianchi, il 23,7% di neri, l'1,3% di asiatici, il 13,0% di altre razze, il 2,5% di due o più etnie e il 27,8% di ispanici o latinos.
Secondo il censimento del 2000, c'erano 7.605 persone, 2.645 nuclei familiari e 1.758 famiglie residenti nella città. La densità di popolazione era di 1.580,5 persone per miglio quadrato (610,5/km²). C'erano 2.976 unità abitative a una densità media di 618,5 per miglio quadrato (238,9/km²). La composizione etnica della città era formata dal 58,65% di bianchi, il 27,13% di afroamericani, lo 0,33% di nativi americani, lo 0,59% di asiatici, l'11,58% di altre razze, e l'1,72% di due o più etnie. Ispanici o latinos di qualunque razza erano il 20,51% della popolazione.
C'erano 2.645 nuclei familiari di cui il 34,0% aveva figli di età inferiore ai 18 anni, il 42,4% aveva coppie sposate conviventi, il 19,0% aveva un capofamiglia femmina senza marito, e il 33,5% erano non-famiglie. Il 29,2% di tutti i nuclei familiari erano individuali e il 13,9% aveva componenti con un'età di 65 anni o più che vivevano da soli. Il numero di componenti medio di un nucleo familiare era di 2,63 e quello di una famiglia era di 3,27.
La popolazione era composta dal il 27,4% di persone sotto i 18 anni, il 10,7% di persone dai 18 ai 24 anni, il 29,6% di persone dai 25 ai 44 anni, il 18,3% di persone dai 45 ai 64 anni, e il 14,0% di persone di 65 anni o più. L'età media era di 33 anni. Per ogni 100 femmine c'erano 101,0 maschi. Per ogni 100 femmine dai 18 anni in giù, c'erano 101,7 maschi.
Il reddito medio di un nucleo familiare era di 24.164 dollari e quello di una famiglia era di 28.527 dollari. I maschi avevano un reddito medio di 28.385 dollari contro i 17.889 dollari delle femmine. Il reddito pro capite era di 13.562 dollari. Circa il 19,3% delle famiglie e il 22,4% della popolazione erano sotto la soglia di povertà, incluso il 31,8% di persone sotto i 18 anni e il 16,1% di persone di 65 anni o più.

## Cultura
La cittadina del Texas ha ispirato Robbie Robertson del gruppo The Band alla composizione della canzone Look Out Cleveland, pubblicata nell'album The Band del 1969.